# Combretum goldieanum
Combretum goldieanum là một loài thực vật có hoa trong họ Trâm bầu. Loài này được F.Muell. mô tả khoa học đầu tiên năm 1876.